# Человек-паук: Через вселенные
«Челове́к-пау́к: Че́рез вселе́нные» (англ. Spider-Man: Into the Spider-Verse) — американский анимационный супергеройский фильм, основанный на персонаже Marvel Comics Майлзе Моралесе. Созданием мультфильма занимались студии Columbia Pictures и Sony Pictures Animation, а распространением — Sony Pictures Releasing. Мультфильм получил премии «Оскар», «Золотой глобус» и «BAFTA».
Премьера состоялась 13 декабря 2018 года. Сиквел мультфильма, «Человек-паук: Паутина вселенных», вышел 2 июня 2023 года.

## Сюжет
Майлз Моралес — обычный школьник, живущий с родителями. Его отец Джефферсон Дэвис является полицейским и недолюбливает известного борца с преступностью Человека-паука, а мать Рио Моралес работает в клинике. В какой-то момент жизнь Майлза меняется: сперва его переводят в элитную школу-интернат, где он встречает девушку по имени Гванда, а затем он вместе со своим дядей Аароном Дэвисом разрисовывает стену метро, где его кусает радиоактивный паук. Со своими новыми способностями он возвращается на станцию и находит секретную лабораторию, где злодей Уилсон «Кингпин» Фиск создаёт машину для связи с параллельными мирами с целью воссоединиться с погибшими в этом мире из-за автокатастрофы женой и сыном. Моралес становится свидетелем битвы Человека-паука и работающих на Кингпина Зелёного гоблина и Бродяги, в ходе которой лаборатория рушится. Зелёный гоблин погибает, а Кингпин убивает супергероя, но перед этим Человек-паук отдаёт Майлзу флешку USB, с помощью которой можно отключить машину, ибо при повторном запуске она уничтожит их вселенную.
После похорон Человека-паука Майлз покупает паучий костюм и безуспешно пытается научиться контролировать свои силы, в ходе чего повреждает флешку. Неожиданно он встречает мужчину в костюме Паука, оказавшегося Питером Паркером, Человеком-пауком из иного измерения, в котором он развёлся со своей бывшей женой Мэри Джейн Уотсон и недавно потерял тётю Мэй. Поняв, что Питер попал сюда из-за машины Кингпина, Майлз просит его обучить паучьим способностям, и тот неохотно соглашается. Но сперва оба героя проникают в Корпорацию Алхемакс, являющуюся исследовательским центром Фиска, где Майлз проявляет навыки «невидимки и ядовитого касания». Однако их обнаруживает помощница криминального авторитета Оливия Октавиус, которая хватает Питера и, заполучив его ДНК для исследования, сообщает ему, что его тело неспособно приспособиться к чужой реальности и он скоро умрёт. В процессе побега парней-пауков спасает Гванда в костюме Женщины-паука, которая, как выясняется, является прибывшей из совершенно другого измерения Гвен Стейси. Гвен направляет Майлза и Питера к дому тёти Мэй, где помимо неё персонажи встречают ещё трёх людей-пауков из разных реальностей: Паука Нуар, Свина-паука и Пени Паркер.
Пока Пени восстанавливает флешку, другие пытаются научить Майлза контролировать свои силы, но разочаровываются в нём, а сам он сбегает. Вернувшись в квартиру дяди, парень обнаруживает Бродягу, который оказывается его дядей Аароном. Шокированный Майлз вернулся с этой новостью к остальным Паукам, но его выследила банда Кингпина в составе Скорпиона, Док Ок, Могильщика и Бродяги. Пока другие Пауки сражаются с бандой, Бродяга хватает Майлза и готов убить его, но Майлз снимает свою маску, из-за чего Аарон отпускает племянника, за что Кингпин собственноручно убивает преступника. Тем временем отец Майлза приезжает на место происшествия, где обнаруживает нового Человека-паука с телом Аарона, но ему не удаётся схватить парня.
После того как другие Пауки связывают Майлза в его же общежитии, чтобы уберечь от опасности, его отец приходит к нему с вестью о смерти дяди, но останавливается у двери его комнаты и просит прощения за имевшиеся разногласия. Майлз освобождается с помощью ядовитого касания, после чего отправляется к тёте Мэй за новым паучьим костюмом, который перекрашивает в чёрно-красный цвет. После этого у него получается освоиться со своими способностями, и герой присоединяется к остальным Паукам, которые сражаются с бандой Кингпина. После победы над Скорпионом, Док Ок и Могильщиком Майлз открывает портал и возвращает всех Пауков в свои миры, а затем сражается с Кингпином в присутствии своего отца, который становится свидетелем настоящей личности Фиска и поддерживает нового супергероя. Майлз побеждает Кингпина ядовитым касанием и уничтожает его машину. Позже полиция арестовывает банду Фиска, Джефферсон признаёт нового Человека-паука героем и соглашается с ним сотрудничать. По прошествии данных событий Майлз начинает вести двойную жизнь супергероя и школьника, а другой Питер собирается восстановить свои отношения с Мэри Джейн. Остальные Пауки возобновляют свою обычную жизнь, в то время как Гвен находит способ общаться с Майлзом через измерение.
В сцене после титров появляется Мигель О’Хара, узнавший о произошедшем. Он решает отправиться на другую Землю, а именно в мир мультсериала «Человек-паук» 1967 года, повторяя тем самым мем, основой для которого послужил отрывок из серии «Двойная идентичность».

## Роли озвучивали
| Актёр                      | Роль                                    |
| -------------------------- | --------------------------------------- |
| Шамик Мур                  | Майлз Моралес / Человек-паук            |
| Джейк Джонсон              | Питер Б. Паркер / Человек-паук          |
| Хейли Стайнфелд            | Гвен Стейси / Гвен-паук                 |
| Махершала Али              | Аарон Дэвис / Бродяга                   |
| Брайан Тайри Генри         | Джефферсон Дэвис                        |
| Лили Томлин                | Мэй Паркер                              |
| Луна Лорен Велес           | Рио Моралес                             |
| Зои Кравиц                 | Мэри Джейн Уотсон                       |
| Джон Малейни               | Питер Поркер / Свин-паук                |
| Кимико Гленн               | Пени Паркер                             |
| Николас Кейдж              | Питер Паркер / Человек-паук Нуар        |
| Кэтрин Хан                 | Оливия «Лив» Октавиус / Доктор Осьминог |
| Лев Шрайбер                | Уилсон Фиск / Кингпин                   |
| Крис Пайн                  | Питер Паркер / Человек-паук             |
| Йорма Такконе              | Норман Озборн / Зелёный Гоблин          |
| Хоакин Косио               | Мак Гарган / Скорпион                   |
| Марвин «Крондон» Джонс III | Лонни Томпсон Линкольн / Могильщик      |
| Лейк Белл                  | Ванесса Фиск                            |
| Оскар Айзек                | Мигель О'Хара / Человек-паук 2099 камео |
| Стэн Ли                    | продавец костюмов камео                 |

## Производство

### Разработка
Основным создателем неповторимого стиля стал Альберт Мьельго. В переписке сопредседателя Sony Pictures Entertainment Эми Паскаль и президента компании Дуга Белграда, обнародованной в результате взлома серверов Sony в ноябре 2014 года, говорилось, что компания планировала «омолодить» франшизу «Человек-паук», создав анимационную комедию с Филом Лордом и Кристофером Миллером. Дальнейшее обсуждение проекта руководством Sony предполагалось в рамках дискуссии о нескольких фильмах-перезапусках «Человека-паука» на встрече в январе 2015 года. Во время мероприятия CinemaCon в апреле 2015 года председатель Sony Pictures Том Ротман анонсировал выход анимационного «Человека-паука» 20 июля 2018 года. Производством фильма занялись Фил Лорд, Кристофер Миллер, Ави Арад, Мэтт Толмак и Эми Паскаль; Лорд и Миллер также отвечали за написание черновой версии сценария. Ротман заявил, что анимационный фильм будет «сосуществовать» с фильмами серии «Человек-паук», хотя, по словам представителей Sony, он «будет существовать независимо от игровых проектов про Человека-паука».
К июню 2016 у Фила Лорда был готов сценарий фильма, а Боб Персичетти принялся за постановку. Миллер сказал, что фильм будет отличаться от предыдущих фильмов серии «Человек-паук» и будет самодостаточным. В январе 2017 года на презентации своих будущих анимационных проектов Sony подтвердила ходившие ранее слухи о том, что фильм сосредоточится на версии Человека-паука Майлза Моралеса. Питер Рэмзи к тому моменту стал соавтором фильма. В следующем месяце к проекту присоединился Алекс Хирш, а Кристина Стейнберг заменила Толмака в качестве продюсера. Лорд и Миллер объявили в декабре, что мультфильм будет называться «Человек-паук: Через вселенные», и рассказали, что в нём появится несколько Людей-пауков. К тому времени Родни Ротман также подключился к производству.
Из мультфильма была вырезана сцена с появлением трёх киноверсий Человека-паука — из трилогии «Человек-паук» в исполнении Тоби Магуайра, из дилогии «Новый Человек-паук» в исполнении Эндрю Гарфилда и из Кинематографической вселенной Marvel в исполнении Тома Холланда.

### Сценарий
Сценарий фильма отчасти основан на идее комикса Spider-Verse 2014 года.

### Анимация
Над анимацией фильма работала компания Sony Pictures Imageworks, которая ранее занималась визуальными эффектами всех предыдущих проектов о Человеке-пауке. По словам Лорда и Миллера, зритель должен ощущать себя «гуляющим по комиксам», поэтому главной задачей аниматоров была адаптация стилистики комиксов к визуальному языку фильма. С этой целью задействовано 177 аниматоров, что стало рекордной цифрой для Sony Pictures Imageworks.
Чтобы сделать стиль фильма похожим на комиксы, специалисты объединили CGI-анимацию и технику рисования комиксов. Художники брали отрисованные кадры у аниматоров CGI и работали над ними в 2D. Лорд охарактеризовал этот стиль анимации как «абсолютно революционный», сочетающий индивидуальные наработки Sony Pictures Animation со стилистикой известных художников комиксов Сары Пикелли и Робби Родригеса.
Для создания эффекта комикса аниматоры отказались от размытия в движении, добиваясь «хрустящей» картинки. Кроме того, специалисты использовали технику намеренного смещения цветов, как происходит при чернильной печати.
Аниматоры завершили работу над проектом в октябре 2018 года.

### Озвучивание
Шамик Мур получил роль Моралеса в апреле 2017 года вместе со Львом Шрайбером, который был указан как неназванный главный злодей фильма. Через месяц Махершала Али и Брайан Тайри Генри присоединились для озвучивания Бродяги и Джефферсона Дэвиса, дяди и отца Моралеса соответственно.

### Маркетинг
Тридцатисекундный отрывок, показанный на презентации Sony Animation в январе 2017 года, подтвердил, что фильм сфокусируется на Майлзе Моралесе. По мнению Скотта Мендельсона из Forbes, кадры «выглядят невероятно стилизованными и напоминают нечто среднее между картинкой Алекса Росса и психоделической обложкой комиксов», но важнейшей частью презентации всё же стало подтверждение персонажа Моралеса, что означало выход в 2018 году ещё одного полнометражного фильма о темнокожем герое вдобавок к «Чёрной пантере» Marvel. Трейлер мультфильма сперва показали на Comic Con Experience 2017, а после выложили на YouTube. Крис Чабин с сайта Collider высказался, что трейлер «выглядит лучше, чем могло потребоваться. Стиль и дизайн… энергичный, моментально захватывающий на визуальном уровне, показывающий искреннюю личную вовлечённость в производство». Джулия Манси из блога io9 назвала дизайн трейлера «элегантным» и «свежим», отметив музыку Винса Стейплса, чья музыка также звучала в трейлерах «Чёрной Пантеры». 6 июня вышел второй трейлер, в нём были представлены Питер Паркер и Гвен Стейси.

## Музыка
Дэниел Пембертон был объявлен для работы над фильмом в июле 2018 года. В октябре Post Malone продемонстрировал свою песню «Sunflower» на The Tonight Show, которая будет показана в саундтреке к фильму.

## Кассовые сборы
В Соединённых Штатах и Канаде «Через вселенные» был выпущен вместе с фильмами «Хроники хищных городов» и «Наркокурьер» и прогнозировался на 30-35 миллионов долларов из 3813 кинотеатров в первые выходные. Из предварительных просмотров в четверг он получил 3,5 миллиона долларов.

## Критика и отзывы
Мультфильм получил весьма положительные отзывы. Веб-сайт Rotten Tomatoes дал мультфильму 97 % рейтинга одобрения, основанном на 369 рецензиях со средними 8,8 баллов из 10. Отзыв на сайте гласит: «„Человек-паук: Через вселенные“ сочетает смелое повествование с яркой анимацией для исключительно приятного приключения с сердцем, юмором и множеством супергероев». На Metacritic мультфильм имеет 87 баллов из 100, основываясь на 44 рецензиях, что указывает на «всеобщее признание». Аудитория CinemaScore, дала мультфильму оценку A + по шкале от A + до F, в то время как PostTrak дала мультфильму 90 % общего положительного результата и 80 % определённой рекомендации.

## Награды и номинации
Фильм был удостоен множества наград и номинаций в различных категориях. На 91-й церемонии вручения премии «Оскар» фильм победил в категории «Лучший анимационный фильм». Он также получил премию «Золотой глобус» в категории «Лучший анимационный полнометражный фильм» и премию Британской Академии в области кино в категории «Лучший анимационный фильм». На 46-й церемонии вручения премии «Энни» он получил семь номинаций, в том числе «Лучший анимационный полнометражный фильм» и «Лучший сценарий полнометражного фильма», и победил во всех категориях. Различные критики также назвали данный фильм лучшим анимационным художественным фильмом года.

## Продолжения и спин-оффы
В августе 2018 года режиссёры всё ещё были сосредоточены на завершении фильма, но признались, что введение Spider-Verse в фильме создало потенциал для многих разных историй, которые нужно рассказать в сиквелах, но это будет зависеть от успеха этого фильма. К концу ноября Sony объявила о нескольких продолжениях и спин-оффах. Жуакин Душ-Сантуш и Дэвид Каллахэм были настроены на создание продолжения, которое продолжит историю Моралеса. Один из спин-оффов будет называться «Женщины-пауки», в нём расскажут о трёх персонажах, связанных с женщинами-пауками, в частности о Гвен-пауке, Джессике Дрю / Женщине-пауке и Синди Мун / Шёлк. Бек Смит напишет сценарий для спин-оффа, а Лорен Монтгомери ведёт переговоры, чтобы стать режиссёром. Выделение может распространиться и на другие средства массовой информации, такие как телевидение, на котором Лорд и Миллер оба проявили интерес к показу новых короткометражек с участием Свина-паука, в то время как Sony, как сообщается, рассматривает вопрос о создании анимационного побочного сериала с акцентом на главных героев фильма. Джон Малейни также проявил интерес к фильму с участием Свина-паука, описывая потенциальный сюжет как скандал, сосредоточенный на карьере своего персонажа в качестве репортёра.